# Иоганн III Сигизмунд (курфюрст Бранденбурга)
Иоганн Сигизмунд или Иоганн Зигмунд (также Иоганн Сигизмунд, нем. Johann Sigismund; 8 ноября 1572, Галле — 23 декабря 1619, Берлин) — курфюрст Бранденбурга с 1608 года, регент Пруссии с 1608 года, герцог Пруссии с 1618 года, представитель династии Гогенцоллернов. Сын курфюрста Иоахима Фридриха, которому наследовал в 1608 году, и Екатерины Бранденбург-Кюстринской.

## Биография
Иоганн Сигизмунд в 1594 году женился на Анне, старшей дочери герцога Пруссии Альбрехта Фридриха. После смерти не имевшего сыновей герцога в августе 1618 года права на владение Пруссией перешли к Иоганну Сигизмунду, бывшему к тому времени регентом душевнобольного герцога.
В 1609 году, когда умер последний потомок юлих-клевских герцогов, Иоганн, одновременно с Пфальц-Нейбургом, заявил о правах на наследство. По дортмундскому договору страна была отдана в совместное управление обоих претендентов. По Ксантенскому соглашению 1614 года с последующими дополнениями произошло второе разделение, после которого Клеве, Марк и Равенсберг отошли к Бранденбургу, а Юлих-Берг — к Пфальц-Нейбургу.
Иоганн Сигизмунд Гогенцоллерн в 1609 году обязался вносить в польскую королевскую казну ежегодно по 30 000 гульденов, пообещал ввести в Пруссии Григорианский календарь и построить в Кёнигсберге католический храм. В итоге в 1611 году Иоганн Сигизмунд получил грамоту на право управления и на наследственную власть в прусском герцогстве.
В 1613 году Иоганн перешёл из лютеранства в реформатство, но особым документом от 1615 года разрешил подданным оставаться при строгом лютеранстве или формуле конкордии. Как кальвинисту, ему пришлось затем бороться с оппозицией сословий в Пруссии и Бранденбурге, причём на сторону его противников стала и его жена Анна, ревностная лютеранка.
Жители Пруссии встречали в штыки кальвинистские нововведения. Но до открытых выступлений дело не дошло, ввиду изменения ситуации. В 1619 году курфюрст умер. До своей кончины он успел создать  личную унию Бранденбурга с Пруссией со столицей в Берлине. Проблемы с Россией, Швецией, Турцией отвлекли Польшу от Пруссии, в которой законным герцогом в 1619 году стал сын Иоганна Сигизмунда и Анны Прусской — Георг Вильгельм.

## Потомки
- Георг Вильгельм (1595—1640), с 1619 года — курфюрст Бранденбурга и герцог Пруссии
- Анна София (1598—1659), супруга Фридриха Ульриха, герцога Брауншвейг-Люнебургского
- Мария Элеонора (1599—1655), жена Густава II Адольфа, короля Швеции, мать Кристины
- Екатерина (1602—1644), жена сначала Габора Бетлена, принца Трансильвании, затем — Франца Карла Саксен-Лауэнбургского
- Иоахим Сигизмунд (1603—1625).
- Агнесса (1606—1607).
- Иоганн Фридрих (1607—1608).
- Альбрехт Кристиан (7 марта — 14 марта 1609).